# Michael August Friedrich Prestel

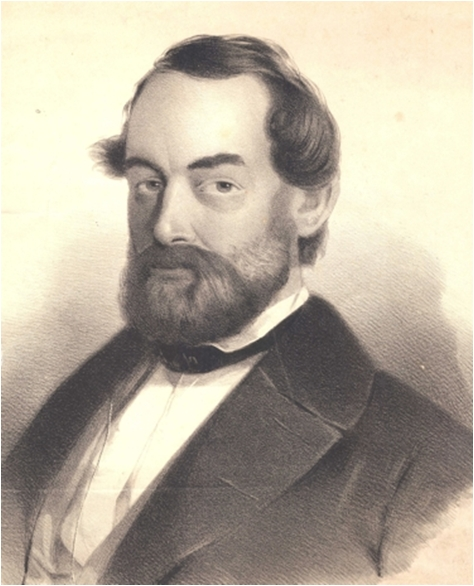
Michael August Friedrich Prestel

Michael August Friedrich Prestel (* 27. Oktober 1809 in Göttingen; † 29. Februar 1880 in Emden) war ein deutscher Mathematiker, Meteorologe und Kartograph.

## Leben
Prestel war der uneheliche Sohn der Dorothea Sophie Beckmann. Sein mutmaßlicher Vater war Michael Gottlieb Prestel. Sein Großvater war der Kupferstecher Johann Gottlieb Prestel aus Frankfurt am Main.
Prestel studierte von 1827 bis 1831 Mathematik und Architektur in Göttingen. Danach zog er 1833 mittellos in die Seehafenstadt Emden. Bereits ein Jahr später promovierte er an der Universität in Marburg mit einer Dissertation über den Schwerpunkt (De centro gravitatis).
1834 wurde Prestel als Lehrer am Gymnasium zu Emden angestellt. Prestel wurde Oberlehrer für Mathematik und Naturwissenschaften und erhielt 1867 den Professortitel. Über 47 Jahre hindurch gehörte er bis zu seinem Tode dieser Lehranstalt an. Zudem war Prestel Lehrer an der Navigationsschule und Mitglied der Prüfungskommission für Seefahrer. Nach dem Umzug in dem 1877 neu errichteten Gymnasium in Emden, dem Königlichen Wilhelms Gymnasium, richtete Prestel sofort sein physikalisches und chemisches Labor ein. Danach begründete er die Einrichtung einer höheren Töchterschule, an der er später selbst unterrichtete.
In Emden heiratete Michael Prestel 1848 die Emderin Catharina Brons. Prestel hatte drei Söhne, zwei Töchter und eine Stieftochter.

## Leistung
Prestel veröffentlichte schon als Student eine Arbeit Anleitung zur perspectivischen Entwerfung der Krystallformen, wovon die berühmten Kristallographen Christian Samuel Weiss und Wilhelm Ritter von Haidinger tief beeindruckt waren.
In den 1840er-Jahren setzte sich Prestel dafür ein, den naturwissenschaftlichen Unterricht an Gymnasien einzuführen. Er schrieb für die Programme des Emder Gymnasiums mehrere auf die Didaktik des naturwissenschaftlichen Unterrichts bezogene Abhandlungen. In einer zweiten Periode seines Lebens widmete Prestel sich fast ausschließlich der literarischen Tätigkeit mit dem Schwerpunkt auf die Meteorologie.
Hervorzuheben ist noch sein Verdienst, den sich Prestel um die Naturforschende Gesellschaft zu Emden erwarb. Dieser Institution gehörte er insgesamt 47 Jahre an, davon 40 Jahre als Direktor. Die Ausbreitung und beständige Wirksamkeit der Naturforschenden Gesellschaft in Emden ist in erster Linie sein Verdienst.

## Schriften
Von Prestel stammen Veröffentlichungen in verschiedenen Vereins- und Zeitschriften, namentlich in den Schriften der Naturforschenden Gesellschaft in Emden, der Leopoldina – Carolinischen deutschen Akademie der Naturforscher, in Petermann Mittheilungen, in der Zeitschrift der österreichischen Gesellschaft für Meteorologie. Außerdem gab er auch eine größere Anzahl selbständiger Schriften meteorologischen Inhaltes heraus.
- Anleitung zur perspectivischen Entwerfung der Krystallformen. Für Mineralogen, Vandenhoeck und Ruprecht, Göttingen 1833
- De centro gravitatis, Marburgi Cattorum 1834 (lateinisch; Dissertation)
- Das Thermometer als Hülfswerkzeug für Seefahrer und die Meeresströmungen aus nautischen Gesichtspunkten, Theodor Hahn, Emden 1846
- Der gestirnte Himmel, Emden 1849
- Geschichtliche Bemerkungen über die Lungenseuche unter dem Rindvieh der Provinz Friesland seit ihrer Entstehung vom Jahre 1842 bis zum 1. Januar 1852, Journal für Landwirthschaft, 1854, S. 505
- Tabellarischer Grundriss der Experimental-Physik, Emden/Leipzig 1856 (22 Tafeln)
- Die Kegelschnitte in elementarer Darstellung für die Schule, Emden 1868
- Ueber die österreichischen Sturmsignale, Neue Hannoversche Zeitung, Juli 1869
- Bestimmung der Höhe der Wolken durch Benutzung des elektrischen Telegraphen, Zeitschrift der österreichischen Gesellschaft für Meteorologie 8, 1873, S. 182
- Meteorologischer Atlas von Europa, die Grundlage der Sturm- und Wetterprognose bildend (12 Karten; unveröffentlicht)
- Atlas der Meeres- und Luftströme auf der östlichen Erdhälfte (25 Karten; unveröffentlicht)
- Klimatologischer Atlas von Deutschland (12 Karten; unveröffentlicht)

## Ehrungen
- Hannoversche Große Goldene Ehren-Medaille für Kunst und Wissenschaft
- Königlicher Kronenorden
- Preußische Goldene Medaille für Kunst und Wissenschaft
- Aufnahme in die Leopoldina (1855)
- 1864 wird zur Jubiläumsfeier der Naturforschenden Gesellschaft zu Emden eine Pflanze aus dem Geschlecht der Vernonieae Prestel zu Ehren Prestelia genannt.
- Zu Prestels 200. Geburtstag am 16. April 2009 benannte der Rat der Stadt Emden im Baugebiet D 144 die Planstraße D Professor-Prestel-Straße.
- Nach Prestel benannt ist die Pflanzengattung Prestelia Sch.Bip. aus der Familie der Korbblütler (Asteraceae).[1]

## Mitgliedschaften
- Mitglied der Naturforschenden Gesellschaft zu Emden von 1814
- Mitglied und Ehrenmitglied von 26 Corporationen
- Mitglied der Kaiserlichen Gesellschaft für Naturforscher in Moskau
- Mitglied der Österreichischen Gesellschaft für Meteorologie in Wien
- Mitglied des Medizinisch Ätiologischen Vereins in Berlin